# Gilles Tran

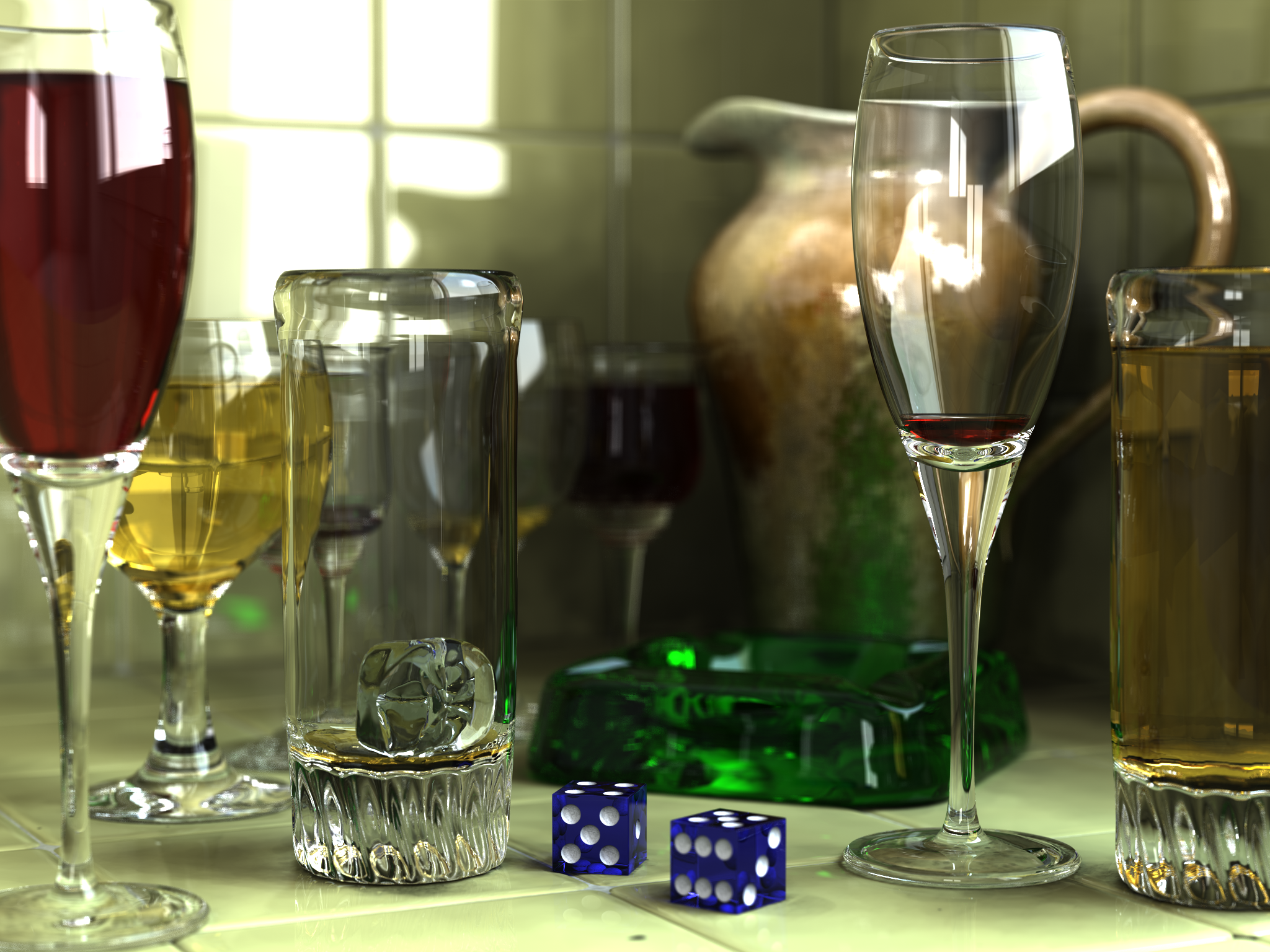
Gilles Tran, Glasses

Gilles Tran (ur. 1964) – francuski inżynier i grafik komputerowy, współautor pierwszego obrazu wygenerowanego w przestrzeni kosmicznej przez Marka Shuttlewortha, wielokrotny laureat konkursu Internet Ray Tracing Competition.

## Warsztat
Gilles Tran należy do grafików komputerowych, którzy oprócz używania gotowych elementów i programów implementują własne algorytmy podczas umieszczania obiektów graficznych w swoich pracach. W jego graficznych eksperymentach występują często te same powtarzające się elementy: postać kobiety, Mini Cooper i krowa. W pracy wykorzystuje programy POV-Ray, Cinema 4D, finalRender, Poser, Wings 3D, Rhino 3D.

## Projekty
- od 2000: The book of beginnings – zbiór niedokończonych historii składających się z krótkich niepowiązanych fragmentów tekstu zilustrowanych grafikami komputerowymi[4]
- 2001-2002: współautor pierwszego plakatu wygenerowanego w przestrzeni kosmicznej Reach for the stars
- 2004: współpraca w projekcie Infinite Spire and Fallen Headstones na zagospodarowanie World Trade Center Memorial[5]

## Wystawy
- 1997: Exposition Art & Science – Paryż, Francja
- 1997: Digipainters ’97 – Rzym, Włochy
- 2003: Peaux de vaches et autres artistes – Marche-en-Famenne, Belgia
- 2007: Nội viên của anh tại (Wewnętrzny ogród) – Ho Chi Minh, Wietnam

## Publikacje
- 2003: Ilustracje w The Complete Guide to Digital Illustration, Steve Caplin, Adam Banks, Nigel Holmes, The Ilex Press Ltd, Wielka Brytania
- 2005: Ilustracje w Digital Design of Nature: Computer Generated Plants and Organics, Oliver Deussen, Bernt Lintermann, Springer, Niemcy

## Nagrody i wyróżnienia
- 1999: 1. miejsce w konkursie IRTC Ogrody[6]
- 2000: 1. miejsce w konkursie IRTC Miasto[7]
- 2000: 1. miejsce w konkursie IRTC Kontrast[8]
- 2001: 1. miejsce w konkursie IRTC Forteca[9]
- 2001: 1. miejsce w konkursie IRTC Duch Azji[10]